# يوسغي بهادور
يوسغي بهادور (1134 – 1171) كان زعيمًا رئيسيًا لاتحاد خاماغ المغول [الإنجليزية] ووالد تيموجين، المعروف لاحقًا باسم جنكيز خان. كان من عائلة بورجيجين، واسمه يعني حرفياً «مثل تسعة» ، مما يعني أنه كان يتمتع بصفات ميمونة للرقم تسعة، وهو رقم محظوظ للمغول.

## وصلات خارجية
- يوسغي بهادور على موقع الموسوعة البريطانية (الإنجليزية)